# 조도선
조도선(曹道先, 1879년 ~ 1911년경 이후)은 대한제국 함경남도 홍원 출신의 독립운동가이다.

## 생애
1895년(고종 32) 러시아령으로 건너가 세탁업·러시아어통역 등의 일에 종사하다가 1909년 블라디보스토크를 거쳐 만주 하얼빈으로 건너갔다.
그 곳에서 안중근(安重根)을 만나 이토 히로부미(伊藤博文)가 북만주를 시찰하기 위하여 하얼빈에 온다는 소식을 듣고, 이 기회에 이토를 처단하기로 안중근과 함께 뜻을 같이하고 처단계획을 세웠다.
마침내 이토가 도착하자 그와 우덕순(禹德淳)·유동하(劉東夏) 3인은 채가구역(蔡家溝驛)에서, 안중근은 하얼빈역에서 각기 기다리고 있다가 이토가 탄 특별열차가 역에 도착하면 거사하기로 하였다.
그런데 이토가 탄 특별열차가 채가구역에 서지 않고 통과하여 하얼빈역에 도착함으로써 채가구역에서의 거사는 계획으로 그쳤으나, 하얼빈역에서의 안중근의 의거로 이토를 처단하였다. 이 일에 연루되어 징역 1년 6월을 선고받았다. 1962년 대한민국 정부가 건국훈장 독립장을 추서하였다.

## 참고 문헌
- 《대한민국독립유공인물록》(국가보훈처, 1997)
- 《독립운동사자료집》11(독립운동사편찬위원회, 1976) ISBN 2000650002971

## 서훈
- 1988년 건국훈장 독립장

## 관련 작품

### 영화
- 《도마 안중근》 (2004년, 배우 : 박정환)
- 《영웅》 (2022년, 배우 : 배정남)

### 뮤지컬
- 《영웅》 (2009년, 배우 : 조휘)
- 《영웅》 (2010년, 배우 : 조휘)
- 《영웅》 (2011년, 배우 : 정수한)
- 《영웅》 (2012년, 배우 : 박송권)
- 《영웅》 (2014년, 배우 : 박송권)
- 《영웅》 (2015년, 배우 : 박송권)
- 《영웅》 (2017년, 배우 : 노태빈)
- 《영웅》 (2019년, 배우 : 임정모)